# Myotis escalerai
Myotis escalerai — вид роду Нічниця (Myotis).

## Таксономічні примітки
Вид вперше описав А. Кабрера в 1904 році, використовуючи морфологічні ознаки. Потім він був синонімом Myotis nattereri до недавнього часу, коли використання мітохондріальних і ядерних маркерів підтримало його повну диференціацію як дійсний вид у групі видів, які відповідають комплексу видів nattereri.

## Поширення, поведінка
Зустрічається в Іспанії (включаючи Балеарські острови), Португалії та на півдні Франції; можливо, в Андоррі й Гібралтарі. Myotis escalerai є середнім, в основному сірим кажаном, з більш світлим низом. Він має загострену морду, рожеве обличчя і довгі вуха, крила широкі. Розмах крил становить 245 × 300 мм і маса тіла становить від 5 до 9,5 грама.

## Назва
Вид названо на честь іспанського ентомолога Мануеля Мартінеса де ла Ескалера, який зібрав два екземпляри цього виду в Бельвері (Каталонія).